# Mistrovství světa v biatlonu 2025 – sprint žen
Sprint žen na Mistrovství světa v biatlonu 2025 se konal v pátek 14. února v Lenzerheide na biatlonovém stadionu Roland Arena jako první individuální závod šampionátu. Závod odstartoval v 15:05 hodin středoevropského času. Do závodu nastoupilo 92 žen.
Obhájkyní triumfu z roku 2024 byla Francouzka Julia Simonová, která obsadila sedmé místo. Úřadující olympijskou vítězkou z této disciplíny byla Norka Marte Olsbuová Røiselandová, která do závodu nezasáhla z důvodu ukončení kariéry.
Vítězkou se stala díky rychlému běhu Francouzka Justine Braisazová-Bouchetová, která tak získala svůj druhý individuální titul mistryně světa, když navázala na rok starý triumf ze závodu s hromadným startem. Celkově to pro ni byla čtvrtá zlatá medaile na světových šampionátech. Stala se pátou francouzskou mistryní světa ve sprintu, když před ní to dokázaly Anne Briandová (1995), Sylvie Becaertová (2003), Marie Dorinová Habertová (2015) a Simonová (2024). Stupně vítězů doplnila Němka Franziska Preussová, která získala první individuální medaili na mistrovství světa od roku 2015. Bronz získala Finka Suvi Minkkinenová.

## Průběh závodu
Závod žen se jel se za sněžení a zesilujícího větru. Po střelbě vstoje se do čela průběžného pořadí dostala domácí Lena Häckiová-Großová. Tu zanedlouho v cíli o vteřinu předstihla Finka Suvi Minkkinenová. Vedoucí závodnice světového poháru, Němka Franziska Preussová, udělala při střelbě vstoje jednu chybu, přesto odjížděla do posledního kola o dvě vteřiny před Finkou. V něm nejdříve zpomalovala, pak ale zrychlila a dojela do cíle o vteřinu první. Francouzská Justine Braisazová-Bouchetová nezasáhla jeden terč při střelbě v leže, pak ale jela rychle a po čisté střelbě vstoje odjížděla do posledního kola tři vteřiny za Němkou. Na obou mezičasech pak už byla rychlejší a v cíli zvítězila o deset vteřin.
České reprezentantky Kristýna Otcovská a Tereza Voborníková, které přijely na střelbu vleže současně, musely během střelby kvůli měnícímu se větru dvakrát přestavovat mířidla a udělaly po dvou chybách. Voborníková pak při střelbě vstoje nezasáhla další dva terče a skončila na 71. místě, čímž nepostoupila do stíhacího závodu. Otcovská sprint kvůli zažívacím potížím nedokončila. Lépe se dařilo Jessice Jislové, která nezasáhla celkem tři terče, ale jela pomaleji a skončila 53. Rychleji běžela Lucie Charvátová, která udělala celkem čtyři střelecké chyby a dojela nejlépe z Češek na 39. pozici.

## Výsledky
| Pořadí                           | č. | závodnice                     | stát       | střelba (L+S)    | čas              | ztráta           |
| -------------------------------- | -- | ----------------------------- | ---------- | ---------------- | ---------------- | ---------------- |
| Zlatá medaile                    | 68 | Justine Braisazová-Bouchetová | Francie    | 1 (1+0)          | 22:08,7          |                  |
| Stříbrná medaile                 | 46 | Franziska Preussová           | Německo    | 1 (0+1)          | 22:18,5          | +9,8             |
| Bronzová medaile                 | 42 | Suvi Minkkinenová             | Finsko     | 0 (0+0)          | 22:18,7          | +10,0            |
| 4.                               | 34 | Lena Häckiová-Großová         | Švýcarsko  | 0 (0+0)          | 22:20,1          | +11,4            |
| 5.                               | 2  | Michela Carrarová             | Itálie     | 1 (0+1)          | 22:33,1          | +24,4            |
| 6.                               | 54 | Lou Jeanmonnotová             | Francie    | 2 (1+1)          | 22:39,6          | +30,9            |
| 7.                               | 48 | Julia Simonová (g)            | Francie    | 2 (1+1)          | 22:43,2          | +34,5            |
| 8.                               | 16 | Maya Cloetensová              | Belgie     | 0 (0+0)          | 22:59,1          | +50,4            |
| 9.                               | 66 | Ella Halvarssonová            | Švédsko    | 2 (0+2)          | 23:00,9          | +52,2            |
| 10.                              | 60 | Elvira Öbergová               | Švédsko    | 2 (0+2)          | 23:02,1          | +53,4            |
| 11.                              | 61 | Sophia Schneiderová           | Německo    | 1 (1+0)          | 23:04,4          | +55,7            |
| 12.                              | 56 | Océane Michelonová            | Francie    | 3 (2+1)          | 23:04,8          | +56,1            |
| 13.                              | 51 | Natalia Sidorowiczová         | Polsko     | 1 (0+1)          | 23:05,2          | +56,5            |
| 14.                              | 51 | Milena Todorovová             | Bulharsko  | 1 (0+1)          | 23:05,4          | +56,7            |
| 14.                              | 30 | Anamarija Lampičová           | Slovinsko  | 3 (2+1)          | 23:05,4          | +56,7            |
| 16.                              | 52 | Maren Kirkeeideová            | Norsko     | 3 (3+0)          | 23:05,5          | +56,8            |
| 17.                              | 24 | Julia Tannheimerová           | Německo    | 1 (0+1)          | 23:07,8          | +59,1            |
| 18.                              | 18 | Julija Džymová                | Ukrajina   | 0 (0+0)          | 23:08,4          | +59,7            |
| 19.                              | 38 | Hanna Öbergová                | Švédsko    | 2 (0+2)          | 23:11,5          | +1:02,8          |
| 20.                              | 32 | Anna Magnussonová             | Švédsko    | 2 (0+2)          | 23:11,8          | +1:03,1          |
| 21.                              | 44 | Dorothea Wiererová            | Itálie     | 2 (0+2)          | 23:19,3          | +1:10,6          |
| 22.                              | 36 | Paulína Bátovská Fialková     | Slovensko  | 2 (1+1)          | 23:21,3          | +1:12,6          |
| 23.                              | 10 | Ingrid Landmark Tandrevoldová | Norsko     | 2 (1+1)          | 23:21,5          | +1:12,8          |
| 24.                              | 50 | Selina Grotianová             | Německo    | 3 (2+1)          | 23:28,2          | +1:19,5          |
| 25.                              | 43 | Emma Lunderová                | Kanada     | 1 (0+1)          | 23:35,2          | +1:26,5          |
| 26.                              | 64 | Lisa Theresa Hauserová        | Rakousko   | 2 (1+1)          | 23:39,8          | +1:31,1          |
| 27.                              | 69 | Joanna Jakiełaová             | Polsko     | 1 (0+1)          | 23:44,4          | +1:35,7          |
| 28.                              | 62 | Jeanne Richardová             | Francie    | 2 (1+1)          | 23:46,6          | +1:37,9          |
| 29.                              | 58 | Lotte Lieová                  | Belgie     | 2 (1+1)          | 23:56,3          | +1:47,6          |
| 30.                              | 17 | Polona Klemenčičová           | Slovinsko  | 2 (1+1)          | 23:56,7          | +1:48,0          |
| 31.                              | 71 | Nadia Moserová                | Kanada     | 0 (0+0)          | 23:58,4          | +1:49,7          |
| 32.                              | 7  | Tuuli Tomingasová             | Estonsko   | 2 (0+2)          | 23:58,7          | +1:50,0          |
| 33.                              | 29 | Anastasia Kuzminová           | Slovensko  | 3 (1+2)          | 23:59,0          | +1:50,3          |
| 33.                              | 31 | Anna Gandlerová               | Rakousko   | 2 (1+1)          | 23:59,0          | +1:50,3          |
| 35.                              | 67 | Tamara Steinerová             | Rakousko   | 1 (0+1)          | 24:12,9          | +2:04,2          |
| 36.                              | 49 | Susan Külmová                 | Estonsko   | 2 (1+1)          | 24:13,3          | +2:04,6          |
| 37.                              | 13 | Elisa Gasparinová             | Švýcarsko  | 3 (1+2)          | 24:16,7          | +2:08,0          |
| 38.                              | 12 | Pascale Paradisová            | Kanada     | 1 (0+1)          | 24:21,9          | +2:13,2          |
| 39.                              | 72 | Lucie Charvátová              | Česko      | 4 (2+2)          | 24:22,4          | +1:47,6          |
| 40.                              | 27 | Lora Hristovaová              | Bulharsko  | 2 (0+2)          | 24:22,8          | +2:14,1          |
| 41.                              | 57 | Aita Gasparinová              | Švýcarsko  | 4 (2+2)          | 24:23,2          | +2:14,5          |
| 42.                              | 77 | Estere Volfaová               | Lotyšsko   | 2 (0+2)          | 24:24,6          | +2:15,9          |
| 43.                              | 3  | Valentina Dimitrovová         | Bulharsko  | 2 (1+1)          | 24:29,3          | +2:20,6          |
| 44.                              | 20 | Karoline Offigstad Knottenová | Norsko     | 4 (0+4)          | 24:29,8          | +2:21,1          |
| 45.                              | 1  | Anna Mąková                   | Polsko     | 2 (0+2)          | 24:35,8          | +2:27,1          |
| 46.                              | 26 | Hannah Auchentallerová        | Itálie     | 3 (1+2)          | 24:36,4          | +2:27,7          |
| 47                               | 63 | Judita Traubaitėová           | Litva      | 3 (1+2)          | 24:36,9          | +2:28,2          |
| 48.                              | 19 | Chrystyna Dmytrenková         | Ukrajina   | 3 (2+1)          | 24:37,0          | +2:28,3          |
| 49.                              | 65 | Johanna Talihärmová           | Estonsko   | 3 (2+1)          | 24:41,5          | +2:32,8          |
| 50.                              | 35 | Ragnhild Femsteineviková      | Norsko     | 5 (3+2)          | 24:42,0          | +2:33,3          |
| 51.                              | 41 | Regina Ermitsová              | Estonsko   | 3 (3+0)          | 24:44,5          | +2:35,8          |
| 5.2                              | 90 | Chloe Levinsová               | USA        | 1 (1+0)          | 24:48,3          | +2:39,6          |
| 53.                              | 37 | Martina Trabucchiová          | Itálie     | 2 (1+1)          | 24:50,8          | +2:42,1          |
| 54.                              | 33 | Jessica Jislová               | Česko      | 3 (1+2)          | 24:52,0          | +2:43,3          |
| 55.                              | 14 | Baiba Bendiková               | Lotyšsko   | 4 (1+3)          | 24:53,4          | +2:44,7          |
| 56.                              | 81 | Lucinda Andersonová           | USA        | 4 (1+3)          | 24:54,8          | +2:46,1          |
| 57.                              | 25 | Eve Bouvardová                | Belgie     | 2 (1+1)          | 24:55,3          | +2:46,6          |
| 58.                              | 4  | Anna Andexerová               | Rakousko   | 3 (1+2)          | 24:56,7          | +2:48,0          |
| 59.                              | 15 | Anastasia Tolmachevaová       | Rumunsko   | 1 (1+0)          | 24:56,9          | +2:48,2          |
| 60.                              | 23 | Lena Repincová                | Slovinsko  | 4 (2+2)          | 24:58,7          | +2:50,0          |
| 61.                              | 28 | Amy Basergová                 | Švýcarsko  | 5 (3+2)          | 24:58,8          | +2:50,1          |
| 62.                              | 70 | Inka Hämäläinenová            | Finsko     | 4 (3+1)          | 25:03,2          | +2:54,5          |
| 63.                              | 39 | Deedra Irwinová               | USA        | 4 (0+4)          | 25:04,1          | +2:55,4          |
| 64.                              | 78 | Margie Freedová               | USA        | 4 (2+2)          | 25:07,3          | +2:58,6          |
| 65.                              | 76 | Gaia Brunelloová              | Brazílie   | 0 (0+0)          | 25:09,9          | +3:01,2          |
| 66.                              | 82 | Živa Klemenčičová             | Slovinsko  | 3 (0+0)          | 25:15,4          | +3:06,7          |
| 67.                              | 9  | Alina Stremousová             | Moldavsko  | 2 (1+1)          | 25:159 4         | +3:07,2          |
| 68.                              | 45 | Kamila Żuková                 | Polsko     | 4 (3+1)          | 25:17,2          | +3:08,5          |
| 69.                              | 8  | Lidija Žurauskaitėová         | Litva      | 4 (1+3)          | 25:18,5          | +3:09,8          |
| 70.                              | 74 | Iryna Petrenková              | Ukrajina   | 2 (1+1)          | 25:19,8          | +3:11,1          |
| 71.                              | 22 | Tereza Voborníková            | Česko      | 4 (2+2)          | 25:20,7          | +3:12,0          |
| 72.                              | 92 | Ukaleq Slettemarková          | Grónsko    | 0 (0+0)          | 25:21,2          | +3:12,5          |
| 73.                              | 55 | Sandra Buliņová               | Lotyšsko   | 2 (0+2)          | 25:30,6          | +3:21,9          |
| 74.                              | 47 | Aliona Makarovová             | Moldavsko  | 1 (1+0)          | 25:37,9          | +3:29,2          |
| 75.                              | 53 | Olena Horodná                 | Ukrajina   | 4 (4+0)          | 25:43,5          | +3:34,8          |
| 76.                              | 6  | Erika Jänkäová                | Finsko     | 3 (1+2)          | 25:54,5          | +3:45,8          |
| 77.                              | 84 | Shawna Pendryová              | GBR2       | 3 (3+0)          | 25:54,6          | +3:45,9          |
| 78.                              | 11 | Zuzana Remeňová               | Slovensko  | 3 (2+1)          | 25:59,6          | +3:50,9          |
| 79.                              | 89 | Anika Kožicaová               | Chorvatsko | 2 (0+2)          | 26:02,2          | +3:53,5          |
| 80.                              | 5  | Darcie Mortonová              | Austrálie  | 4 (2+2)          | 26:17,9          | +4:09,2          |
| 81.                              | 79 | Chloe Dupontová               | GBR2       | 1 (0+1)          | 26:27,4          | +4:18,7          |
| 82.                              | 59 | Sonja Leinamová               | Finsko     | 7 (4+3)          | 26:31,5          | +4:22,8          |
| 83.                              | 91 | Elza Bleideleová              | Lotyšsko   | 4 (2+2)          | 26:34,5          | +4:25,8          |
| 84.                              | 73 | Natalija Kočerginová          | Litva      | 5 (3+2)          | 26:34,8          | +4:26,1          |
| 85.                              | 83 | Aisha Rakishevová             | Kazachstán | 4 (4+0)          | 26:53,8          | +4:45,1          |
| 86.                              | 85 | Galina Višněvská-Šeporenková  | Kazachstán | 3 (3+0)          | 27:10,6          | +5:01,9          |
| 87.                              | 86 | Sara Ponyová                  | Maďarsko   | 3 (1+2)          | 27:30,7          | +5:22,0          |
| 88.                              | 80 | Andreea Mezdreová             | Rumunsko   | 7 (4+3)          | 27:39,2          | +5:30,5          |
| 89.                              | 75 | Adelina Rîmbeuová             | Rumunsko   | 6 (4+2)          | 28:46,4          | +6:37,7          |
| 90.                              | 88 | Alla Ghilenkoová              | Moldavsko  | 7 (4+3)          | 29:37,5          | +7:28,8          |
| 91.                              | 87 | Konstantina Charalampidouová  | Řecko      | 6 (1+5)          | 29:57,9          | +7:49,2          |
| DNF                              | 21 | Kristýna Otcovská             | Česko      | nedojela do cíle | nedojela do cíle | nedojela do cíle |
| Zdroj: (g) – obhájkyně vítězství |    |                               |            |                  |                  |                  |